# 2019冠状病毒病南苏丹疫情
2019冠状病毒病南苏丹疫情，介绍在2019新型冠狀病毒疫情中，在南苏丹发生的情况。

## 时间轴
南苏丹自2020年3月24日起暂停国际客运航班，关闭边境口岸，每晚20时至次日6时实施宵禁。
4月5日，报告首例2019冠状病毒病确诊病例，为29岁女性，今年2月28日从荷兰经埃塞俄比亚亚的斯亚贝巴飞抵南苏丹，4月2日出现症状就医，4日病毒检测结果呈阳性。
4月7日，报告第2例确诊病例，为53岁联合国机构女性雇员，3月23日自肯尼亚内罗毕入境，与首例确诊病例无密切接触。
当地时间4月9日，南苏丹总统基尔宣布：新增2019冠状病毒病确诊病例1例，累计报告确诊病例3例。新增患者是一名28岁的联合国机构女性工作人员，系外国人，为第一例患者的密切接触者，3月16日回到托里特工作，目前已被隔离，南政府已开始对其密切接触者进行追踪。基尔总统表示，南卫生部快速反应小组已追踪到65名与上述三例确诊患者有过密切接触的人员并对其中50人进行检测，其他密切接触者还在继续追踪中
当地时间4月10日，南苏丹国家电视台报道，南应对2019冠状病毒病疫情高级别特别工作组召开会议，会议宣布南新增1例患者，目前累计确诊病例4例。第4例患者是首例确诊患者的司机，南苏丹人，56岁，男性，联合国机构雇员，属无症状人员，已接受隔离，目前状态良好。
4月23日，报告第5例确诊病例，为31岁南苏丹男性，社区工作人员。政府对所有离开首都朱巴人员均进行筛查，该病例在离开朱巴前主动接受检测时确诊。
4月25日，报告第6例确诊病例，在离开朱巴前确诊。当局未提供患者身份详细信息。
4月28日，新增确诊28例，累计确诊34例。新增28例均为第5例患者密切接触者，均属朱巴通季人社区和平行动成员。决定进一步升级疫情防控措施，29日起将宵禁时间调整为晚7点至次日早6点。
4月30日，报告第35例确诊病例，为23岁女性，计划赴瓦拉卜州克瓦乔克主动接受检测时确诊。
5月1日，新增确诊10例，累计确诊45例。新增2人为尼姆勒边境外国卡车司机，2人计划赴外地主动接受检测，6人为第6例确诊病例密切接触者。
5月2日，报告第46例确诊病例。
5月7日，新增确诊16例，过去3天共新增确诊38例，累计确诊90例，死亡0例，治愈2例。总统萨尔瓦·基尔·马亚尔迪特召开会议宣布将放宽部分防疫管控措施。
5月9日至11日，新增确诊54例，44例为南苏丹公民，其他来自乌干达、肯尼亚、刚果（金）等国，累计确诊174例，死亡0例，治愈出院2例。
5月12日，新增确诊20例，9例为确诊患者接触者，7例来自朱巴，2例为此前疑似病例，2例为往来尼姆勒边界货车司机，累计确诊194例。累计死亡0例，治愈出院2例。
5月13日，新增确诊9例，累计确诊203例。政府确认11日在首都朱巴的3号联合国平民保护营出现2例确诊病例。
5月14日，新增确诊28例，1名为肯尼亚公民，27名为南苏丹公民，累计确诊231例。报告首例死亡病例，为51岁政府官员，13日晚在首都朱巴军事医院因呼吸衰竭去世。
5月15日，新增确诊5例，累计确诊236例，死亡4例，治愈4例。
5月16日，新增确诊54例，53例为南苏丹公民，1例为厄立特里亚公民，累计确诊290例，死亡4例，治愈4例。
5月18日，新增确诊57例，累计确诊347例，死亡6例，治愈4例。第一副總統里克·馬查爾及其妻子國防部長安吉丽娜·特尼，以及内阁事务部长罗姆洛、内政部长马约姆、国家安全部长奥布托、财政与计划部长马比奥迪特、贸易与工业部长阿斯安和新闻部长马奎确诊感染。
5月20日，新增确诊134例，累计确诊481例，死亡6例，治愈6例。
5月22日，新增确诊82例，累计确诊563例，死亡6例，治愈6例。
5月23日，新增确诊92例，累计确诊655例，死亡8例，治愈6例。
5月25日，新增确诊151例，累计确诊806例，死亡8例，治愈6例。

## 防治
2021年4月6日，南苏丹开始疫苗接种工作，首批疫苗来自于COVAX赞助提供的13.2万剂的牛津－阿斯利康2019冠状病毒病疫苗。